# 志満秀
株式会社志満秀（しまひで）は、香川県三豊市に本社を置くえびせんべい製造販売業者。
三越などの百貨店販売や、初音ミクコラボ「みくせん」で全国に知られている。

## 社名の由来
創業者の島秀雄の名前からとった「島秀水産」としてスタートし、後に漢字を変更した。

## 沿革
- 1950年（昭和25年） - 創業者である島 秀雄が観音寺市港町において、海産珍味の製造販売を開始する。有限会社島秀水産を設立[2]。
- 1953年（昭和28年） - 小えびを主要原料とした海産珍味製品を開始する[3]。
- 1954年（昭和29年） - 社名を株式会社志満秀と改める[3]。
- 1955年（昭和30年） - 香川県観音寺市に直販店の1号店を出店する[3]。
- 1971年（昭和46年） - 生産拡大のため、三豊市山本町に工場を建設する[3]。